# 古战镇
古战镇，是中华人民共和国甘肃省甘南藏族自治州临潭县下辖的一个乡镇级行政单位。
2017年3月15日，甘肃省民政厅批复同意撤销古战回族乡，设立古战镇。

## 行政区划
古战镇下辖以下地区：
古战村、九日卡村、拉直村、甘尼村和卡勺卡村。